# Maître Da Costa
Maître Da Costa est une série télévisée judiciaire et policière française en sept épisodes de 90 minutes diffusée à partir du 14 février 1997 sur France 2.
Au Québec, elle a été diffusée à partir du 22 mai 2000 à Séries+.

## Synopsis
Julien Da Costa est un ténor du barreau parisien.

## Distribution
- Roger Hanin : Maître Julien Da Costa
- Jean-Claude Caron : Commissaire Martinot (5 épisodes)

## Épisodes
1. Le Doigt de dieu : Maître Da Costa assure la défense dans des affaires distinctes : Marina Todd, mise en examen pour le meurtre de son amant, et Blaise Besot, pour l'assassinat de son beau frère. La surprise de Da Costa est grande lorsqu'il découvre que ces deux histoires sont intimement liées. Sa conscience professionnelle se trouve terriblement malmenée quand il apprend que pour innocenter Marina Todd du crime pour lequel elle est jugée, il va devoir lui en imputer deux autres bien plus sordides encore...
2. Les témoins de l'oubli : Maître Da Costa reçoit La visite d'Arnold Bormann, dont il avait assuré La défense en 1980. Ce dernier sort de prison où il a passé quinze pour les meurtres de sa femme, de leurs enfants et de son beau-père. Il demande à Da Costa de reprendre l'affaire et de prouver son innocence. L'avocat de montre peu enclin à satisfaire sa demande : trois témoins ont en effet identifié Bormann comme étant l'assassin et il ne voit pas comment le disculper. Plus tard, Da Costa est abordé par Louise Migennes maîtresse de Bormann en 1980. Ayant refusé de lui fournir un faux alibi, elle craint une vengeance de sa part. Paul Migennes,son mari, Son mari, vient à son tour et lui montre une lettre que vient recevoir son épouse : Arnold Bormann demande à Louise Migennes de le retrouver dans les bureaux de son ancienne société d'édition.
3. Meurtres sur rendez-vous : Deux hommes ont rendez-vous avec le grand avocat parisien Da Costa. A peine sont-ils entrés dans le bureau que l'un d'entre eux, Patrick Merlo, abat son compagnon Alex Patche. Craignant pour la vie de l'avocat Antoine Werner, son collaborateur bondit sur le tueur. Un coup de feu éclate, blessant très grièvement Merlo et le plongeant dans un coma profond. Dans le même temps, Da Costa est chargé de la défense d'une jeune femme, Kathy Morgan, accusée d'avoir assassiné son enfant de 3 ans. Tous les fait sont contre elle et pourtant Da Costa est persuadé de son innocence. Aussi, découvre-t-il bientôt que ce n'est pas par hasard que Merlo est venu tuer Patche dans son bureau. Quels liens existent-ils entre un infanticide et le meurtre d'esthéticien? C'est ce que Da Costa va progressivement découvrir...
4. En désespoir de cause : Dans la ville d'Ulm en Allemagne, Francine une jeune française, sort de son club sportif dans l'attente d'un ami. Soudain une voiture s'arrête. Un homme en sort Thomas Schaller, un riche industriel marié, son amant, avec lequel elle venait de rompre et qui l'a supplie de le suivre. Francine accepte mais demande à son amie Marika d'attendre à sa place la personne qui devait venir la chercher et qu'elle retrouvera ensuite...
5. Les Violons de la Calomnie : Dans son salon, Igor, la quarantaine séduisante, enseigne le violon a des jeunes élèves. Une fillette, Louise, observe la scène depuis le portail puis se cache dans le jardin. L'apercevant, Igor l'invite à entrer et lui propose de suivre sa première leçon de musique. Les yeux pétillants de joie, Louise accepte...Le lendemain, la fillette n'est pas réapparue à son domicile. Laurence, sa mère, serveuse dans un restaurant, s'empresse d'avertir la police. Telle une furie, elle débarque ensuite chez le père de l'enfant, un bosniaque employé dans un garage, qu'elle soupçonne d'avoir enlevé Louise. L'homme nie tout en bloc. Une violente dispute s'ensuit... quelques heures plus tard, Maître Da Costa dîne dans un restaurant russe en compagnie du juge Céline Moulin et tente de lui arracher une faveur. Le violoniste de l'établissement qui n'est autre qu'Igor, l'interpelle à la fin du repas. Il lui explique qu'il vas être accusé de meurtre et souhaite faire appel à ses services. Igor étant en effet,la dernière personne à avoir vu la petite Louise vivante...
6. Panique à Munich : À la sortie d'une séance de nuit de la chambre criminelle du tribunal de Versailles. Maître Da Costa est appelé sur son téléphone portable. Un de ses anciens clients, Étienne Charon lui signale qu'un commando de voyous vient de piller une usine de produits chimiques et bactériologiques et qu'ils s'apprêtent à empoisonner des centaines de milliers d'hectolitres de bière au cours de la fête de la bière à Munich. Parallèlement Da Costa n'a pas le temps de se poser de questions que, déjà, il entend le bruit assourdissant d'un camion du commando qui fracasse la cabine téléphonique, et broie le corps de l'informateur.
7. Alibi sur ordonnance : Victor, le frère d'Antoine l'assistant de Da Costa, est accusé d'avoir sauvagement assassiné sa femme dure tâche que celle d'Antoine qui doit défendre l'être qu'il aime le plus au monde et qui il découvre une personnalité bien ambiguë. D'autant qu'en face de lui il retrouve un certain… Da Costa que le père de la victime, son médecin et ami Bâton, a chargé de se constituer partie civile! Mais cet habituel adversaire va se révéler en finale son meilleur allié, en faisant, selon la méthode Da Costa éclater la vérité à l'audience et démasquant le vrai coupable, occasion d'une incroyable cascade à moto en plein tribunal !